# Магомедов, Шарапутдин Набиевич
Шарапутдин Набиевич Магомедов (21 июня 1960, Буйнакск, Дагестанская АССР, РСФСР, СССР) — советский спортсмен, специализировался по карате, трёхкратный победитель чемпионата СССР в команде. Судья международной категории, председатель судейского комитета ОСОО «ФКР». 

## Спортивная карьера
Карате начал заниматься в 1977 году, занимался под руководством тренера Гусейна Магомаева. С 1978 года до 1984 года тренировался в Москве. С 1981 по 1983 годы в составе сборной РСФСР трижды становился чемпионом СССР. После закрытия каратэ в СССР мобилизовался в Советскую армию. В 1989 году после снятия запрета на занятия каратэ открыл свой клуб. В 1991 году его воспитанник Шахабутдин Мурзаев стал победителем чемпионата СССР в абсолютной категории (иппон). С 1991 года занялся судейством. С 2003 года судья международной категории. Судейская категория: Referee A WKF (2016).

## Спортивные достижения
- Чемпионат РСФСР по карате 1980 — ;
- Первенство СССР по карате 1980 (команда) — ;
- Чемпионат РСФСР по карате 1981 — ;
- Чемпионат СССР по карате 1981 (команда) — ;
- Чемпионат РСФСР по карате 1982 — ;
- Чемпионат СССР по карате 1982 (команда) — ;
- Чемпионат РСФСР по карате 1983 — ;
- Чемпионат СССР по карате 1983 (команда) — ;